# Абдулрахман Аль-Хаддад
Абдулрахман Мохамед Аль-Хаддад (араб. عبد الرحمن الحداد; нар. 10 листопада 1966) — еміратський футболіст, що грав на позиції захисника за клуб «Шарджа», а також національну збірну ОАЕ, у складі якої був учасником чемпіонату світу 1990 року в Італії та двох кубків Азії.

## Клубна кар'єра
У дорослому футболі дебютував 1988 року виступами за команду клубу «Шарджа», кольори якої і захищав протягом усієї своєї кар'єри гравця, що тривала дванадцять років.

## Виступи за збірну
1990 року дебютував в офіційних матчах у складі національної збірної ОАЕ. Протягом кар'єри у національній команді, яка тривала 8 років, провів у формі головної команди країни 12 матчів.
У складі збірної був учасником чемпіонату світу 1990 року в Італії, на якому взяв участь у двох матчах групового етапу, який його команді пололати не вдалося. За два роки виходив на поле в усіх іграх еміратської команди на кубку Азії 1992, де вона посіла четверте місце. На наступній континентальній першості, що проходила в ОАЕ 1996 року, Аль-Хаддад відіграв у двох матчах групового етапу, а його збірна стала фіналістом турніру. Це дозволило команді з Аль-Хаддадом у складі стати учасником Кубка конфедерацій 1997 року в Саудівській Аравії.

## Титули і досягнення
- Срібний призер Кубка Азії: 1996